# Sculpt
Pour plus de détails, voir Fiche technique et Distribution.
Sculpt est un film français réalisé par Loris Gréaud et sorti en 2016.

## Fiche technique
- Titre : Sculpt
- Réalisation : Loris Gréaud
- Photographie : Loris Gréaud
- Musique : The Residents
- Son : Thomas Bonneau
- Production : Greaudstudio Films
- Pays :  France
- Durée : 120 minutes
- Dates de sortie  : 
  - USA - 16 août 2016[1]
  - France - 7 novembre 2016[2]

## Distribution
- Betty Cartoux
- Willem Dafoe
- Abel Ferrara
- Pascal Greggory
- Cyril Grillon
- Amaury Grisel
- Michael Lonsdale
- Priestess Miriam
- Randy Palmer
- Claude Parent
- Charlotte Rampling
- The Residents
- Alex Trillaud